# 姚誠立
姚誠立（？—？），字惟一，号萬涵，山西平陽府安邑縣人，明朝政治人物。进士出身。

## 生平
七月十六日生，治诗经。萬曆十三年乙酉科鄉試第四十九名舉人，二十三年（1595年），登乙未科會試第八十六名，廷試三甲第二百三十七名進士。吏部觀政，二十五年授山東邹平县知县，二十六年丁父憂，二十九年考察調簡，六月補陕西洋縣知縣。擢南京户部主事，三十九年四月考察不及。後升刑部湖廣司郎中，天啓二年九月貴州恤刑，出爲四川参议。晉四川川北道右參政，崇祯三年（1630年）二月升廣東按察使。

## 家族
曾祖姚陞。祖父姚如松，陕西通渭知縣。父姚珊，庠生。母許氏。具庆下。兄中立（监生）。弟敬立。娶許氏。